# Цындрин, Валентин Даниилович
Валентин Даниилович Цындрин (1925 — 10 мая 1943) — юный герой-пионер, подпольщик, партизан Великой Отечественной войны, погиб в сражении 10 мая 1943 года.

## Биография
Родился в 1925 года в Ростовской области в семье военнослужащего, капитана Красной Армии Даниила Архиповича Цындрина, который проходил службу в Сибири. Валентин завершил обучение в семилетней школе в Омске. В семье воспитывалась ещё сестра Эра. В начале июня 1941 года отца перевели на Украину, в город Коростень. Семья же отправилась в Армавир, к родным. Жили на улице Ефремова.
Во время Великой Отечественной войны Валя стал юным подпольщиком. Во время пребывания в Армавире истребительного батальона, Валентин, одержимый защищать Родину от врага, примкнул к бойцам. Помогал патрулировать улицы города, следил за порядком. Там ребята изучали военное дело, приобретали навыки обращения с оружием. Школьников готовили к работе радистами-подрывниками, из-за этого много времени уделяли радиоделу, пиротехнике и топографии. Летом 1942 года комсомольцами принимали участие в сооружении укрепительных окопов и противотанковых рвов.Также в совхозе «Пчела» помогали собирать урожай овса и ячменя.
В августе 1942 года в город вошли немецко-фашистские войска. Валентина в партизанский отряд не взяли и эвакуироваться он не успел. Он остался в городе и вошёл в состав подпольной группы Юрия Пажина. Во время оккупации школьник собирал оружие, выяснял и передавал данные о немецких силах. Ребята нашли старый радиоприёмник, который починили и стали переписывать сводки Совинформбюро. Печатали и распространяли агитационный материал.
В канун Дня Конституции, 5 декабря 1942 года, Валентин вместе с Алексеем Полуденем, прокрались к зданию штаба, на котором располагался немецкий флаг со свастикой, облили керосином и подожгли его. Благодаря таким действиям горожане верили в общую победу народа над врагом. Покидая город, немцы пытались взорвать несколько железнодорожных конструкций, Валентин принимал участие в операции по защите транспортных путей и железнодорожной инфраструктуры. 22 января 1942 года юный герой вместе с ребятами спас от уничтожения здание "Химпрома", а двух немцев "факельщиков" из отряда охраны разоружили и взяли в плен.
Освободив Армавир, Валя Цындрин добровольцем ушёл на фронт. Юноша участвовал в боях на Кубани. 10 мая 1943 года при выполнении военной задачи погиб защищая Отечество.
Похоронен юный герой на хуторе Круглом в Краснодарском крае.

## Память
- В Книгу почёта Армавирской городской комсомольской организации занесено имя Валентина Цындрина.
- И. Зирин написал документальный рассказ «В 16 мальчишских лет» об армавирских подпольщиков, в том числе о Валентине Цындрине.